# Cornelia Giebeler
Cornelia Giebeler (Siegen, Renania del Norte-Westfalia, Alemania, 9 de agosto de 1955) Socióloga, profesora e investigadora alemana. Profesora titular en la Universidad de las Ciencias Aplicadas en Bielefeld.

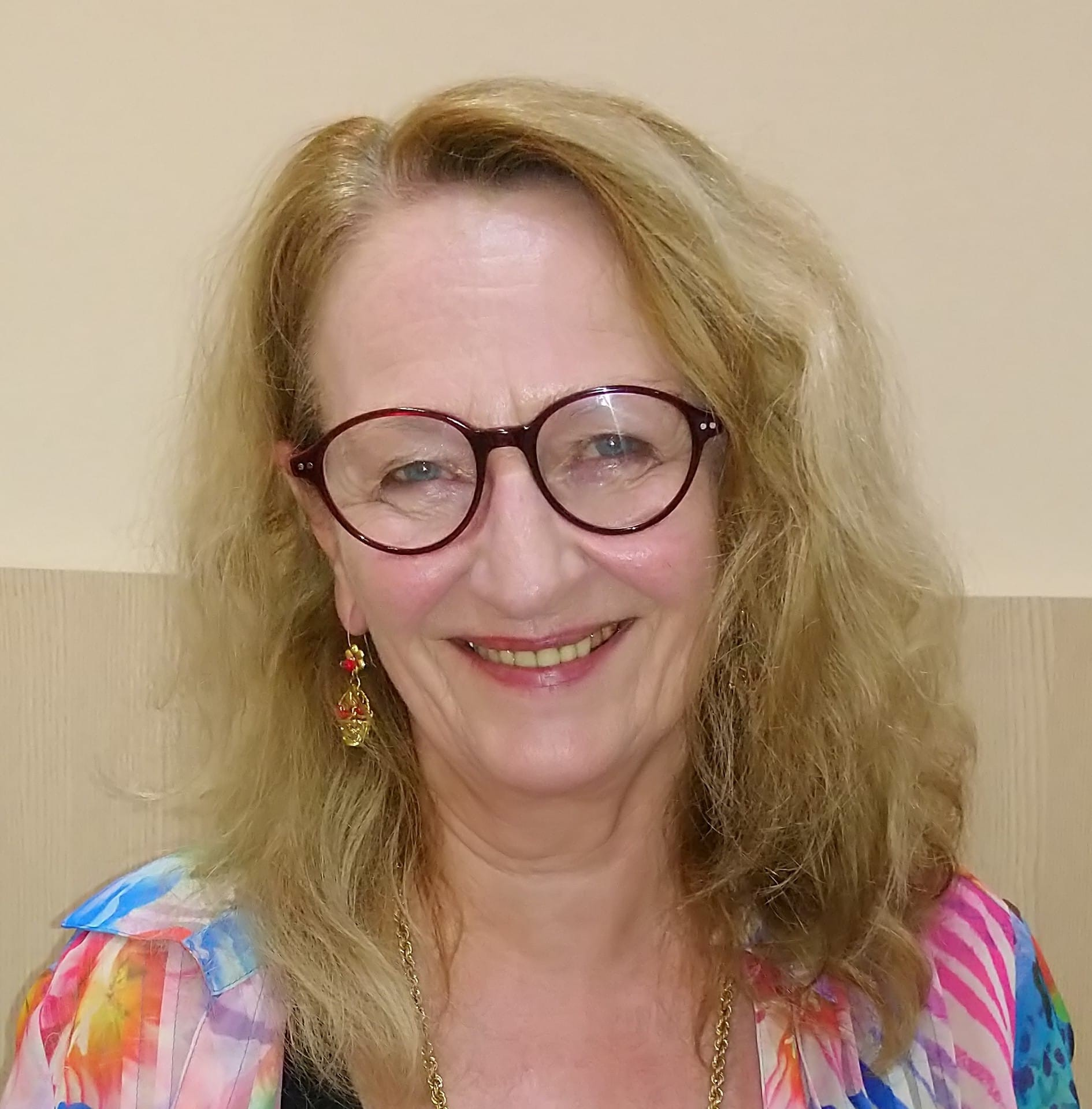
Cornelia Giebeler en 2020

## Estudios
Estudió arquitectura y urbanismo en la  Universidad de Siegen.  Años más tarde se traslada a la Universidad de Bielefeld, donde estudia sociología, pedagogía, historia y ciencias literarias.
Culmina los estudios de licenciatura en sociología en 1979 con el tema: "Ocupación de la tierra y reforma agrícola en Venezuela". 
En 1990 obtiene el título de Doctora en la Universidad de Bielefeld con la tesis: "Entre la protesta y la disciplina. La paradoja feminista". Obtiene la habilitación como profesora en la Universidad de Bremen con la tesis: "La continuidad y el cambio en las relaciones de género en la cultura zapoteca en México".

## Carrera
Realizó proyecto de investigación para la Sociedad Alemana de Investigación (Deutsche Forschungsgemeinschaft -DFG-). Trabajó varios años en el Círculo de Trabajo Federal - Trabajo y Vida - en la Ciudad de Herford. En 1993 asume una cátedra de profesora suplente en el departamento de Ciencias Sociales de la Universidad de las Ciencias Aplicadas en Bielefeld, Alemania. Y en 1998 obtiene el puesto como profesora titular. Las áreas de enseñanza en las que se desempeña son: las teorías y los métodos sociales y educativos. 
Es profesora de las ciencias educativas con enfoque en la educación de jóvenes y adultos; profesora de teoría y metodología del trabajo social/ pedagogía social y de ciencias educativas; desde el 2008 hasta la fecha es profesora de teoría y metodología de las ciencias sociales y educativas en la Universidad de Ciencias Aplicadas de Bielefeld, Alemania.

## Investigación y docencia
En el campo de la investigación y la docencia trabaja con las teorías del trabajo social global; la movilidad/migración/movimientos sociales/flujos migratorios; el género/raza/clase/cuerpo y el concepto de la niñez/educación formal e informal. Trabaja los métodos reconstructivos de investigación de campo, etnografía, diario de campo, estudio de casos, biografía, discusión de grupos e interacción, con el desarrollo de los métodos de investigación en los procesos de movilidad - Diálogo y Horizontalidad, desarrolló también la investigación desde los "mundos de vida" latinoamericanos. Por ejemplo: en albergues con migrantes, educación infantil, proyectos de derechos humanos y derechos de las mujeres.

## Gremios
Ha realizado autogestión y ha participado en gremios como: miembro del Consejo Universitario de la Universidad de las Ciencias Aplicadas de Bielefeld desde 2008; ha sido profesora consejera oficial de confianza de la Fundación Heinrich-Böll; experta judicial - consultora en 14 procesos de acreditación de la Agencia Acreditadora para Carreras en el Área Social – AHGPS-, ANECA/España y del Consejo Científico Alemán. Y se ha desempeñado como directora de la carrera de "Pedagogía de la Niñez" desde que la fundaron en 2011 y ha sido encargada de la promoción en la Universidad de Ciencias Aplicadas, FB 4 (Facultad 4), la Sociedad Alemana de Trabajo Social y la Asociación Especializada en el Fomento de Promociones – DGSA-.

## Campo de investigación
En los campos de investigación ha hecho trabajos sobre Latinoamérica, teoría de la intersección, género-feminismo, etnicidad, globalización, migración, movilizaciones sociales; teoría de la niñez, infancia en jardines infantiles, parentalidad transnacional; investigación de lo extraño, procesos trans-, inter- e intraculturales, identidades plurales; los métodos reconstructivos de investigación - investigación horizontal, de campo, biografía, narración, observación de videografía, discusión grupal, análisis de contenido, entre otros. 
Ha sido miembro del directorio del – CIAS– Centro de Estudios Interamericanos, Universidad de Bielefeld; en la Asociación Internacional de Estudios Interamericanos – IAS –; en la Asociación Internacional de Estudios de Comunicación Intercultural – IAICS –; en la Unión de las carreras universitarias de pedagogía de la niñez en Renania del Norte Westfalia, fundada en Bielefeld en 2009; en la Unión Federal de las carreras de pedagogía de la niñez (fundada en Colonia en 2010); en la Agrupación Federal de Formación y Educación de la Niñez – BAG- BEK –; en "Rekonsobi" Red de Investigación Reconstructiva del Trabajo Social y Biografía; en la DgfE – Sociedad Alemana de Ciencias Educativas, Sección 3, Ciencias Educativas Interculturales e Internacionales Comparativas y Sección 8 Pedagogía Social–; en la DGSA – Sociedad Alemana de Trabajo Social, Asociación Especializada en Género, IKSA y Asociación Especializada en el Fomento de las Promociones y en la DGS – Sociedad Alemana de Sociología, Sección de Investigación de Biografías. 